# Jochen Bischoff
Jochen Bischoff (* 12. Mai 1979) ist ein ehemaliger deutscher Basketballspieler.

## Werdegang
Der 1,90 Meter große Aufbauspieler wechselte vor der Saison 2000/01 von der DJK Würzburg zum Zweitligisten SpVgg Rattelsdorf. Er wurde mit Rattelsdorf in der Spielzeit 2000/01 13. der 2. Basketball-Bundesliga Süd. In der Saison 2001/02 stieg Bischoff mit Rattelsdorf aus der 2. Bundesliga ab.
In der Saison 2002/03 bestritt Bischoff für s.Oliver Würzburg sieben Spiele in der Basketball-Bundesliga, in denen er keine Punkte erzielte. In der Saison 2003/04 spielte er für den Regionalligisten TS Herzogenaurach 1861. Nachdem er lange verletzt war, gehörte Bischoff in der Saison 2004/05 erst zum Aufgebot des Oberligisten TSV Karlstadt, dann des Zweitligisten TSV Nördlingen. Mit dem USC Mainfranken trat er 2005/06 in der 2. Bundesliga Süd an. In der 1. Regionalliga spielte 2006/07 für den TV 1884 Marktheidenfeld.